# Самир Муратовић
Самир Муратовић (Зворник, 25. фебруар 1976) бивши је босанскохерцеговачки фудбалер. 

## Каријера

### Клуб
Фудбалску каријеру је започео у редовима Дрине из Зворника. Играо је на позицији офанзивног везног играча. Потом је прешао у турски клуб Коџаелиспор. Године 1999, након само годину дана вратио се у БиХ и наступао за сарајевски Жељезничар. Кратко време је играо за аустријски клуб Кемницер, а затим је прешао у Сатурн из Русије. За Сатурн је наступао у периоду од 2001. до 2003. године.
У јануару 2004. прешао је у Грацер АК, остао до лета 2007, када је клуб испао из аустријске Бундеслиге.
Од 2007. до 2012. године играо је за Штурм из Граца. Са клубом је освојио један Куп Аустрије и титулу првака у сезони 2010/11. Године 2012. прешао је у Граткорн. Године 2013. напустио је Граткорн и убрзо након тога завршио играчку каријеру.

### Репрезентација
За фудбалску репрезентацију Босне и Херцеговине играо је 24 пута. Играо је у периоду од 1999. до 2014. године, није постигао ниједан гол. Свој последњи меч за национални тим је одиграо 5. марта 2014. у пријатељској утакмици против Египта, одиграној у Инзбруку, Аустрија.

### Административна спортска каријера
Дана 3. јула 2017. године Муратовић је постао главни скаут Штурма из Граца, бившег клуба за који је играо. Напустио је Штурм у септембру 2019. године, након што је више од две године био главни у клубу за скаутирање играча.
Именован је 29. маја 2019. на место спортског директора босанскохерцеговачког премијерлигаша Тузла Сити.

## Трофеји

### Клуб
Жељезничар Сарајево
- Куп Босне и Херцеговине: 1999/00.

Грацер АК
- Бундеслига Аустрије: 2003/04.
- Куп Аустрије: 2003/04.

Штурм Грац
- Бундеслига Аустрије: 2010/11.
- Куп Аустрије: 2009/10.
- Интертото куп: 2008. (победник)